# 地面控制 (游戏)
《地面控制》是一款由Massive Entertainment开发，雪乐山发行的Windows平台的即时战术游戏。该游戏于2000年发售。
同年发布其资料片《地面控制：黑暗阴谋》，次年发售包含游戏本体和资料片的《地面控制合集》（Ground Control Anthology）。2004年发布其续集《地面控制II》。

## 剧情
在第三次世界大战（游戏中称为“16分钟战争”）结束后的2419年。人类成功重建了文明并开始在银河系中的多个行星上进行殖民。而地球则由民选产生的机构——全球中央司令部（Global Central Command，简称GCC）统治，GCC中存在着三战后崛起的巨型企业。尽管GCC设置了各种条约，但各个殖民势力间由资源和贸易线路引发的冲突仍时常发生。游戏的开始是Crayven公司和一个被称为“黎明秩序”（Order of the Dawn）的教派争夺一个被称为Krig 7-B的远方世界。

## 评价
| 汇总媒体     | 得分   |
| ------------ | ------ |
| GameRankings | 85.38% |
| Metacritic   | 86/100 |

| 媒体            | 得分   |
| --------------- | ------ |
| AllGame         | [ 6 ]  |
| 电脑游戏世界    | [ 7 ]  |
| Eurogamer       | 9/10   |
| GamePro         | [ 9 ]  |
| Game Revolution | A−     |
| GameSpot        | 8.5/10 |
| GameSpy         | 90%    |
| GameZone        | 8/10   |
| IGN             | 8.6/10 |
| PC Gamer美国    | 85%    |